# Susie Ibarra
Susie Ibarra, (Anaheim, 1970. november 15. –) amerikai zeneszerző és ütőhangszeres. Dzessz-, klasszikus-, világzenei zenészekkel dolgozott és lemezfelvételeket készített. A A SPIN szerint a világ „100 legjobb alternatív-zenei dobosainak” egyike, az avantgárd zene, a dzsessz, a világzene előadóinak egyike. Zeneszerzőként Susie Ibarra különféle stílusokat és a Fülöp-szigeteki dzsessz, a klasszikus zene, költészet, zenés színház, opera és az elektronikus zene eszközeit ötvözi. Zeneszerzőként, előadóművészként, oktatóként és dokumentumfilmesként az Egyesült Államokban, a Fülöp-szigeteken, és nemzetközi szinten is ismert.

## Pályafutása
Öt gyermek közül a legfiatalabbként a kaliforniai Anaheimben született, és a texasi Houstonban nőtt fel. Szülei, Bartolome és Herminia Ibarra mindketten orvosok voltak. A Fülöp-szigetekről vándoroltak be Amerikába.
Ibarra négy évesen kezdett zongorázni. Általános iskolában egyházi és iskolai kórusokban énekelt, a középiskolában pedig egy punk rock zenekarban játszott. Míg az 1980-as évek végén a Sarah Lawrence College-ban tanult. Egy Sun Ra koncert keltette fel érdeklődését a dzsessz iránt. A Mannes College The New School for Music és a Goddard College-ba is járt, és ott diplomát szerzett.
Vernel Fournier, Earl Buster Smith és Milford Graves neves  dzsesszdobosoknál tanult.
Ibarra kezdetben ütőhangszeresként dolgozott, és délkelet-ázsiai gongzenét játszott. Egyre többet dolgozott az új improvizációs zene és a dzsessz területén is. Játszott többek között a David S. Ware Quartettel, a Matthew Shipp Trióval, John Zornnal, William Parkerrel, Assif Tsaharral, Pauline Oliverosszal, Joëlle Léandre-val, Derek Bailey-vel, Wadada Leo Smith-szel, Yo La Tengo-val és Thurston Moore-ral.
Szólistaként is fellép. 1999 óta saját neve alatt készít felvételeket. Trióban játszik Jennifer Choival és Craig Tabornnal. A Mephista együttesben Sylvie Courvoisier-vel és Ikue Morival játszik, Mark Dresserrel John Lindberg kvartettjében is dolgozik. Az Electric Kulintang együttesben Roberto Rodriguezzel közreműködik az ázsiai-amerikai dzsesszéletben.
2011-ben részt vett Wadada Leo Smith „Ten Freedom Summers” című filmjében. Dolgozott Yūko Fujiyama zongoraművésszel és a világzenei pályán Johnny Alegre gitárossal. Szerepelt Myra Melford „For the Love of Fire and Water” című albumán is (2022).
Ibarra a dzsessz mellett operazenét és avantgárd zenét is komponál. 1989 óta New Yorkban él.

## Albumok
- Breathing Together with One World Ensemble (1997)
- Drum Talk with Denis Charles (1998)
- Radiance (1999)
- Daedal with Derek Bailey (1999)
- Home Cookin' with Assif Tsahar (1999)
- Flower After Flower (2000)
- Songbird Suite (2002)
- Bids with Derek Bailey (2002)
- Passaggio with Sylvie Courvoisier, Joelle Leandre (2002)
- Tone Time with Mark Dresser (2003)
- 50 with Wadada Leo Smith, John Zorn (2004)
- Folkloriko (2004)
- Dialects as EK with Roberto Juan Rodriguez (2006)
- Drum Sketches (Innova, 2007)
- New Sanctuary Trio with Dave Douglas, Marc Ribot (2016)
- Perception (2018)
- Talking Gong with Claire Chase, Alex Peh (2021)
- Walking on Water with Makoto Fujimura (2021)